# Venus vom Hohlefels
Koordinaten: 48° 22′ 45″ N, 9° 45′ 14″ O
Die Venus vom Hohle Fels oder Venus vom Hohlefels (siehe Namensgeschichte der Höhle) ist eine etwa sechs Zentimeter hohe, aus Mammut-Elfenbein geschnitzte Venusfigurine, die im September 2008 bei Ausgrabungen in der Karsthöhle Hohle Fels (historisch auch Hohlefels) am Südfuß der Schwäbischen Alb bei Schelklingen entdeckt wurde.
Die Venusfigurine stammt aus der jungpaläolithischen Kultur des Aurignacien. Die archäologischen Schichten Va und Vb, in der die Fragmente gefunden wurden, sind mittels Radiokohlenstoffdatierung auf mindestens 31.000 und höchstens 35.000 14C-Jahre datiert, was einem kalibrierten Kalenderalter von 35.000–40.000 Jahren entspricht. Damit gehört die Venus vom Hohle Fels neben der Venus vom Galgenberg zu den weltweit ältesten Darstellungen des menschlichen Körpers.

## Geschichte

### Fundgeschichte

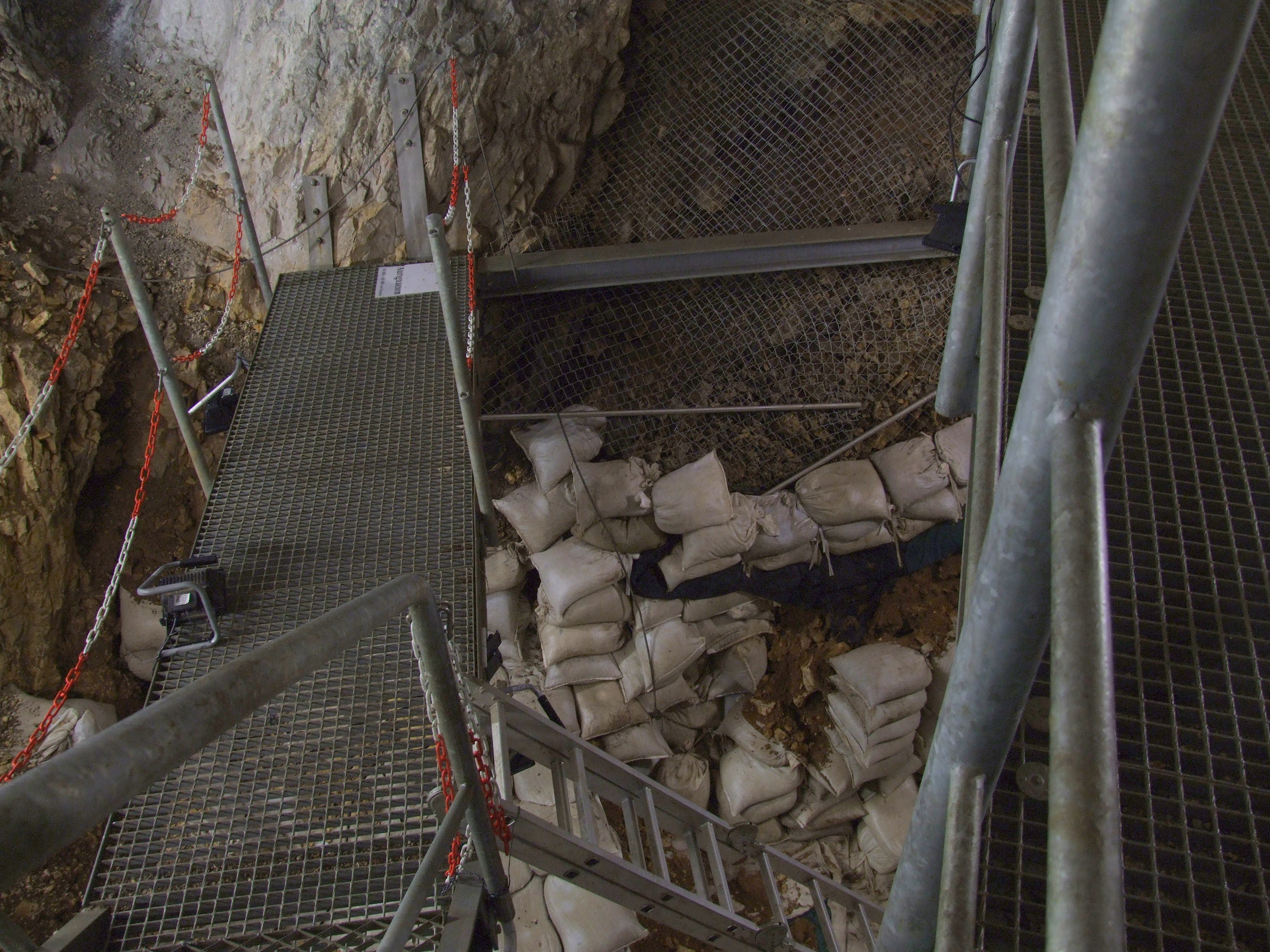
Ausgrabung im Hohle Fels

Die archäologischen Ausgrabungen im Hohle Fels werden seit 1977 jährlich von Archäologen der Universität Tübingen im Auftrag des Landesamtes für Denkmalpflege Baden-Württemberg durchgeführt, seit 1997 unter Leitung von Nicholas Conard. Im September 2008 wurden von Mitarbeitern insgesamt sechs bearbeitete Elfenbeinstücke geborgen. Die Einzelteile wurden innerhalb der Grabungsfläche gefunden, die etwa 20 Meter vom Höhleneingang entfernt im Höhleninneren liegt. Die Schichtenfolge V befindet sich etwa 3 Meter unter der heutigen Höhlenbodenoberfläche. Die Fragmente der Figur lagen dicht beieinander, auf einer Fläche von etwa einem Viertelquadratmeter mit einer Höhendifferenz von etwa 10 Zentimetern.
Nach der Restaurierung und Zusammensetzung wurde die „Venus vom Hohle Fels“ am 13. Mai 2009 der Presse vorgestellt, am darauf folgenden Tag erschien die Fachpublikation im Wissenschaftsmagazin Nature.

### Ausstellungsgeschichte
Erstmals öffentlich zu sehen war das Original 2009 in der Landesausstellung Baden-Württemberg mit dem Titel „Eiszeit – Kunst und Kultur“ im Kunstgebäude Stuttgart. Im Jahr 2010 wurde sie auch im Urgeschichtlichen Museum Blaubeuren gezeigt. Seit 2012 war sie zeitweilig in der neu gestalteten Dauerausstellung im Landesmuseum Württemberg in Stuttgart zu sehen, 2014 wurde sie Bestandteil der neuen Dauerausstellung im Urgeschichtlichen Museum Blaubeuren. Vom 21. September 2018 bis 6. Januar 2019 wurde die „Venus vom Hohle Fels“ im Martin-Gropius-Bau in Berlin in der Ausstellung Bewegte Zeiten. Archäologie in Deutschland gezeigt, die aus Anlass des Europäischen Kulturerbejahres 2018 stattfand.

## Beschreibung
Die 33,3 Gramm schwere Figur ist 59,7 Millimeter hoch, 34,6 Millimeter breit, 31,3 mm dick und nahezu vollständig erhalten, der linke Arm samt Schulter sowie Teile der linken Gesäßhälfte und Hüfte fehlen. Statt des Kopfes wurde eine quer durchlochte Öse herausgearbeitet, welche darauf hinweist, dass die Figur vor der Einbringung in das Sediment als Anhänger getragen wurde. Entsprechende Polituren in der Öse belegen die Aufhängung, die wahrscheinlich mit einem Lederriemen erfolgte. Möglich wäre jedoch auch eine Schnur, zum Beispiel aus Pflanzenfasern, wie das für die etwas jüngere Kulturstufe des Pavlovien belegt ist.
Die Beine sind kurz, spitz und asymmetrisch, da das linke Bein etwas kürzer ist als das rechte. Auffällig sind die überdimensionierten Brüste, ein akzentuiertes Gesäß sowie der deutlich hervorgehobene Genitalbereich. Die Furche zwischen den Gesäßhälften ist tief ausgeführt und zieht sich bis zur Vorderseite ohne Unterbrechung durch, wo die Großen Schamlippen zwischen den geöffneten Beinen betont ausgeführt sind. Conard sieht hierin eine „bewusste Überhöhung der sexuellen Merkmale der Figurine“ („…deliberate exaggeration of the sexual features of the figurine.“) Auffällig sind des Weiteren die kurzen Arme und die sorgfältig geschnitzten Hände, die unterhalb der Brüste auf dem Bauch liegen. Ob diese Handhaltung in den Augen der altsteinzeitlichen Träger der Figur eine besondere Bedeutung hatte, ist unbekannt.
Zusätzlich zu den sorgfältig ausgeführten anatomischen Details weist die Figur eine Reihe von Ritzlinien und Kerben auf, die in ihrer Komplexität unter den Elfenbeinfiguren der Schwäbischen Alb einzigartig sind. Die Figur weist keinerlei Spuren einer früheren Einfärbung auf.

## Datierung
Die Aurignacien-Schichten Va und Vb des Hohle Fels, aus denen die sechs Bruchstücke der Figur stammen, sind mit neuen AMS-Daten des Oxforder Labors (Oxford Radiocarbon Accelerator) datiert worden. Eines der sechs Fragmente wurde an der Basis der oberen Schicht Va gefunden, die anderen fünf Fragmente in der unteren Schicht Vb. Die einzelnen Datierungen ergaben in aufsteigender Reihenfolge: 31.140 ± 310 BP, 31.290 ± 180 BP, 31.380 ± 180 BP, 31.760 ± 200 BP (Schicht Va), 34.570 ± 260 BP, 34.720 ± 280 BP und einen offensichtlichen Ausreißer von 40.000 ± 500 BP. Das ergibt bei Kalibrierung der jüngeren Datengruppe ein Minimalalter von 35.000 Jahren vor heute. Die herausragende Bedeutung der Figur liegt in der Tatsache, dass sie mindestens 6000 Jahre älter ist als alle bekannten – und meist ebenfalls dickleibigen – Venusfigurinen des Gravettiens. Eine etwas jüngere Figur gibt es mit der Venus vom Galgenberg (Österreich). Zwei noch ältere Fundstücke, die so genannte Venus von Berekhat Ram aus Israel und die Venus von Tan-Tan aus Marokko, werden von der Mehrheit der Archäologen hingegen als reine bzw. von Menschen nur oberflächig bearbeitete Geofakte (Naturspiele) gewertet.
Die Gruppe der vier jüngeren AMS-Daten (um 32.000 BP) ist im Prinzip identisch mit der bereits bekannten Elfenbein-Kleinkunst der Schwäbischen Alb, wie den Figuren vom Vogelherd, dem Geißenklösterle oder dem Löwenmensch vom Hohlenstein-Stadel. Wenngleich andere Kleinkunstwerke, die in den letzten Jahren im Hohlen Fels gefunden wurden, aus der darüber liegenden und damit jüngeren Schicht IV stammen, ist die zeitliche Differenz ihrer Einlagerung im Sediment möglicherweise unerheblich und eine nahezu gleichzeitige Herstellung denkbar. Aus der Umgebung dieser Kunstwerke, eines Wasservogels und einer kleinen anthropomorphen Figur aus Elfenbein, wurden in den AMS-Labors Kiel und Oxford neun Daten gewonnen, die alle zwischen 30.000 und 33.000 BP liegen. Das zeigt einen Überlappungsbereich mit der jüngeren Datengruppe zur Venus vom Hohle Fels.

## Interpretationen
Der Erstpublikation von 2009 wurde ein Filmtrailer unter der Überschrift „Prehistoric pin-up“ beigefügt. In derselben Nature-Ausgabe kommentiert der englische Prähistoriker Paul Mellars den Neufund, die figürlichen Merkmale würden nach Maßstäben des 21. Jahrhunderts an Pornographie grenzen (…„that by twenty-first-century standards could be seen as bordering on the pornographic.“) Teile der Medien nutzten diese Sichtweise als Schlagzeile. Dem steht die traditionelle Bewertung der paläolithischen „Venusfigurinen“ als Fruchtbarkeitssymbol gegenüber. In diesen Kontext kann auch eine aus der Völkerkunde bei den Bantu bekannte Funktion als umgehängter Talisman während der Schwangerschaft gestellt werden.
Eine denkbare humanethologische Interpretation bietet außerdem die aus der Völkerkunde in verschiedenen Regionen belegte Abwehrgeste der sogenannten „Brüstehalterin“ bzw. „Brustweiserin“.
In der Paläolithforschung besteht weitgehende Einigkeit darüber, dass die figürliche jungpaläolithische Kleinkunst ausschließlich mit dem anatomisch modernen Menschen (in Europa auch Cro-Magnon-Mensch genannt) in Verbindung steht. Insgesamt gibt es etwa 600 figürliche Kunstwerke von mindestens 20 Fundstellen aus der Zeit zwischen 40.000 und 30.000 BP, hingegen kein einziges figürliches Kunstwerk aus der Zeit davor. Die mögliche kulturelle Beeinflussung des Neandertalers durch den Cro-Magnon-Mensch beschränkt sich auf wenige, nicht figurale Schmuckobjekte des Châtelperroniens.
Eine 2010 erschienene Erzählung unter Mitwirkung des Grabungsleiters Nicholas Conard zeichnet ein anderes Bild: In dieser Dokufiktion hat eine junge Neandertalerin die „Venus aus dem Eis“ geschnitzt, nachdem sie von einer Cro-Magnon-Gruppe gerettet wurde und sich in kurzer Zeit kulturell assimiliert hat. Eine Rezension in der FAZ wies auf unplausible Aspekte dieses Szenarios hin. Nach Ansicht von Conard könnten Theorien zur Entstehung der Figur aufgrund der vorliegenden Daten jedoch „weder bestätigt noch widerlegt“ werden, da in den Höhlen der Schwäbischen Alb bislang keine zugehörigen Menschenreste gefunden wurden.

## UNESCO-Weltkulturerbe
Im Juli 2017 entschied das Welterbekomitee der UNESCO, zwei Talabschnitte der Flüsse Ach und Lone auf der Schwäbischen Alb unter der Bezeichnung Höhlen und Eiszeitkunst der Schwäbischen Alb den Welterbestatus zu verleihen. Damit gehören die archäologischen Höhlenfundstellen mit Objekten der weltweit ältesten mobilen Kunst – Geißenklösterle, Sirgenstein, Hohle Fels, Vogelherd, Hohlenstein-Stadel und Bockstein mit den sie umgebenden Landschaften – zu den UNESCO-Weltkulturerbestätten.

## Dokumentationen
- Lady Sapiens – Auf den Spuren eines Steinzeit-Mythos. (Originaltitel: Lady Sapiens, à la recherche des femmes de la préhistoire.) TV-Dokumentation von Thomas Cirotteau (Regie), F/CDN/B/J/USA 2021, deutsche Synchronfassung ZDF/ZDFinfo 2022.